# Horní Lomná
Horní Lomná (polnisch Łomna Górna, deutsch Ober Lomna) ist eine Gemeinde in Tschechien. Sie liegt elf Kilometer südwestlich von Jablunkov an der Grenze zur Slowakei und gehört zum Okres Frýdek-Místek.

## Geographie
Das Gebirgsdorf Horní Lomná befindet sich in den Mährisch-Schlesischen Beskiden im oberen Tal der Lomná, die im Ort aus dem Zusammenfluss mehrerer Bäche entsteht. Der Ort liegt im Landschaftsschutzgebiet Beskiden. Südöstlich erhebt sich der Velký Polom (1067 m); im Südwesten liegt der Malý Polom (1060 m), im Nordwesten der Slavíč (1054 m) und im Nordosten der Mionší vrch (883 m) sowie die Velká polana (893 m).
Nachbarorte sind Tyra und Košařiska im Norden, Dolní Lomná im Nordosten, Mosty u Jablunkova im Osten, Šance und Prívarovci im Südosten, Korchanovci, Hrubý Buk und Hlavice im Süden, Vrchpredmier und Gruň im Südwesten, Ostravice im Westen sowie Morávka im Nordwesten.

## Geschichte
Die Ansiedlung Lomna wurde 1596 in einer Urkunde des Teschener Herzogs Adam Wenzel erwähnt, mit der er den Jablunkauer Bürgern das Recht zur Weidewirtschaft im Tal der Lomná zuerkannte. Es gehörte zum Herzogtum Teschen und fiel nach dem Tod der letzten Piastenherzögin Elisabeth Lucretia 1653 als erledigtes Lehen an die Krone Böhmen, die seit 1526 von den Habsburgern regiert wurde. Die Ansiedlung im Tal erhielt um 1730 eigenes Ortsrecht. In der Mitte des Dorfes wurde unter Verwendung minderwertigen Holzes Pottasche für die Glashütten produziert.
1812 löste die Teschener Kammer die an der ungarischen Grenze zu Füßen des Velký Polom gelegene Salasche am Bach Přelač auf und errichtete eine Waldarbeiterkolonie. 1813 war der Bau der aus 31 Chaluppen bestehenden Kolonie Przelatz vollendet. Am Przelatzbach wurde 1822 eine Mühle errichtet. Das Kammerdorf Lomna bestand 1840 aus 62 Häusern. Im Tal des Baches Úplaz entstand um eine Ferrosideritzeche eine Bergarbeitersiedlung.
Nach der Aufhebung der Patrimonialherrschaften bildete Lomna, das aus den Gemeindeteilen Ober Lomna, Kolonie Przelatz und Nieder Lomna bestand, ab 1850 eine Gemeinde im Bezirk Teschen. 1870 nahm in Ober Lomna eine Schule den Unterricht auf. 1883 wurde ein neues Schulhaus gebaut; nachdem der hölzerne Bau 1887 niedergebrannt war, entstand im nachfolgenden Jahr ein neues Gebäude. Die Kirche in Oberlomna wurde 1896 geweiht. 1899 wurde die Gemeinde Lomna in die Gemeinde Unterlomna und Oberlomna (mit Przelacz) geteilt.
Letzter Großgrundbesitzer war der Habsburger Friedrich von Teschen, der zum Ende des 19. Jahrhunderts auf seinen Besitzungen eine starke Germanisierung betrieb und von der tschechischen und polnischen Bevölkerung deshalb als Marquis Gero verspottet wurde.
Nach dem Ende des Ersten Weltkrieges gehörte der Ort zur Tschechoslowakei. Die riesigen Ländereien Friedrichs von Teschen wurden durch den tschechoslowakischen Staat konfisziert. Wegen des starken polnischen Bevölkerungsanteils beanspruchte auch Polen das Olsa-Gebiet, und es kam zum Polnisch-Tschechoslowakischen Grenzkrieg. Ab 1920 gehörte der Ort zum Bezirk Český Těšín. Nach dem Münchner Abkommen wurde Łomna Górna 1938 an Polen angeschlossen und kam im Jahre darauf nach der Besetzung Polens zum Deutschen Reich. Bis 1945 gehörte Ober Lomna zum Landkreis Teschen und kam nach Kriegsende zur Tschechoslowakei zurück.
Nach der Auflösung des Okres Český Těšín kam der Ort mit Beginn des Jahres 1961 zum Okres Frýdek-Místek. 1980 erfolgte die Eingemeindung nach Jablunkov, wo der Ort den Stadtteil Jablunkov 7-Horní Lomná bildete. Seit 1990 ist Horní Lomná wieder eine eigenständige Gemeinde.
1990 errichtete der Orden der Unbeschuhten Karmeliten neben der Kirche in Horní Lomná ein Kloster; die ersten Mönche kamen aus Polen. In Horní Lomná lebt eine starke polnische Minderheit der Schlesischen Goralen, der im Jahre 2001 28 % der Einwohner angehörten.
Am Přelač befindet sich ein Wintersportgebiet mit mehreren Skiliften.

## Gemeindegliederung
Für die Gemeinde Horní Lomná sind keine Ortsteile ausgewiesen. Zu Horní Lomná gehören die Ansiedlungen Kyčmol, Přelač, Stoligy, Tatínky und Úplaz.

## Sehenswürdigkeiten
- Urwald Mionší, nationales Naturreservat, auf dem Doppelgipfel des Mionší vrch und Velká polana
- Wallfahrtskirche der Kreuzerhöhung, der neogotische Bau wurde geweiht 1896
- Kreuzweg
- Kapelle der Jungfrau Maria von Lourdes, errichtet 1969 an einer Quelle unweit der Kirche